# Амиреджиби, Екатерина Георгиевна
Екатерина Георгиевна Амиреджиби (6 марта 1889 — 17 ноября 1975) — грузинская советская актриса. Народная артистка Грузинской ССР (1950).

## Биография
Родилась в 1889 году.
С 1906 года принимала участие в спектаклях народного театра Авчальской аудитории в Тифлисе.
В 1910—1911 годах училась в Москве в театральной студии Софьи Халютиной.
Работала на сценах в 1911—1917 годах в Тифлисе, Кутаиси и Баку, в 1918—1926 годах — в Тбилиси, в 1938—1947 годах — в Кутаиси.
Снималась в кино. Вела педагогическую работу.
В 1950 году удостоена звания Народной артистки Грузинской ССР.
Умерла в 1975 году.

## Фильмография
- 1934 — До скорого свидания! — Хорошана, вторая жена Давида
- 1935 — Аршаула — Майя
- 1937 — Арсен — Марика, мать Зурико
- 1948 — Кето и Котэ — гостья
- 1955 — Лурджа Магданы — Кеке
- 1956 — Тень на дороге — бабушка Тедо
- 1958 — Фатима — Залимхана, сестра Алимбека
- 1959 — Нино — эпизод
- 1960 — Дедушка Гигия эпизод
- 1961 — Добрые люди — эпизод
- 1964 — Закон гор — Хазуа, мать Дзидзии
- 1969 — Десница великого мастера — эпизод